# Phyllodesmium guamense
Phyllodesmium guamense is een slakkensoort uit de familie van de Facelinidae. De wetenschappelijke naam van de soort is voor het eerst geldig gepubliceerd in 1998 door Avila, Ballesteros, Slattery, Starmer & Paul.